# Хоккей на траве в Азербайджане
Хоккей на траве в Азербайджане стал культивироваться в конце 1960-х годов.

## Советский период
Первые неудачные попытки в середине 1930-х и 1950-х годов развивать хоккей на траве в Советском Союзе обошли Азербайджанскую ССР стороной.
В 1970 году СКИФ из Баку участвовал в первом чемпионате СССР по хоккею на траве среди мужчин. На зональном этапе бакинцы заняли 3-е место в группе, опередив только ереванский ГИФК. В 1971 году азербайджанские хоккеисты стали последними, проиграв все матчи и не забив ни одного мяча. В 1973 году бакинцев заменил «Спартак» из Сумгаита, но также стал последним в зоне.
Однако с середины 1970-х начался подъём азербайджанского хоккея на траве. В 1976 году бакинский «Буревестник» впервые выступал в высшей лиге чемпионата СССР, в год дебюта заняв 6-е место среди 8 команд. В 1979 году он завоевал бронзовые медали чемпионата СССР, а в 1980 году это сделал бакинский «Азинефтехим».
В 1979 году Азербайджанская ССР стала бронзовым призёром хоккейного турнира летней Спартакиады народов СССР, где впервые был представлен этот вид спорта.
В 1977 году ДЮСШ из Сумгаита выиграла юношеский чемпионат СССР.
В 1979 году бакинский СКИФ участвовал в первом в истории женском чемпионате СССР по хоккею на траве, впоследствии там играл бакинский «Связист», в сезоне-82 завоевавший бронзовые медали.

## Период независимости
После того как Азербайджан стал независимым, хоккей на траве оставался одним из самых успешных командных видов спорта в республике.
Мужская сборная Азербайджана в 2005 году завоевала серебряную медаль четвёртого дивизиона чемпионата Европы, в 2011 году выиграла третий дивизион.
Значительно успешнее выступала женская сборная. В 2005 году она выиграла второй дивизион чемпионата Европы. Её высшее достижение — 5-е место на чемпионате Европы 2007 года. В 2009 году азербайджанские хоккеистки стали шестыми. В 2013 году они стали бронзовыми призёрами второго дивизиона. Азербайджанки несколько раз были близки к попаданию на летние Олимпийские игры. В 2008 году в Баку проводился женский лицензионный олимпийский турнир.
В 2015 году Федерация хоккея на траве Азербайджана столкнулась с тяжёлыми финансовыми проблемами, что привело к неучастию в международных турнирах и штрафам. 12 ноября 2016 года федерация была временно исключена из Международной федерации хоккея на траве. Это привело к гибели хоккея на траве в Азербайджане.
По состоянию на 2018 год в республике была закрыта последняя секция хоккея на траве, работавшая в спортшколе олимпийского резерва № 8 Бинагадинского района Баку. Одним из немногих практикующих азербайджанских тренеров остался Джейхун Мирзоев, который периодически проводит тренировки в Бельгии. Остальные специалисты и игроки были вынуждены сменить профессию.